# Franse presidentsverkiezingen 2022

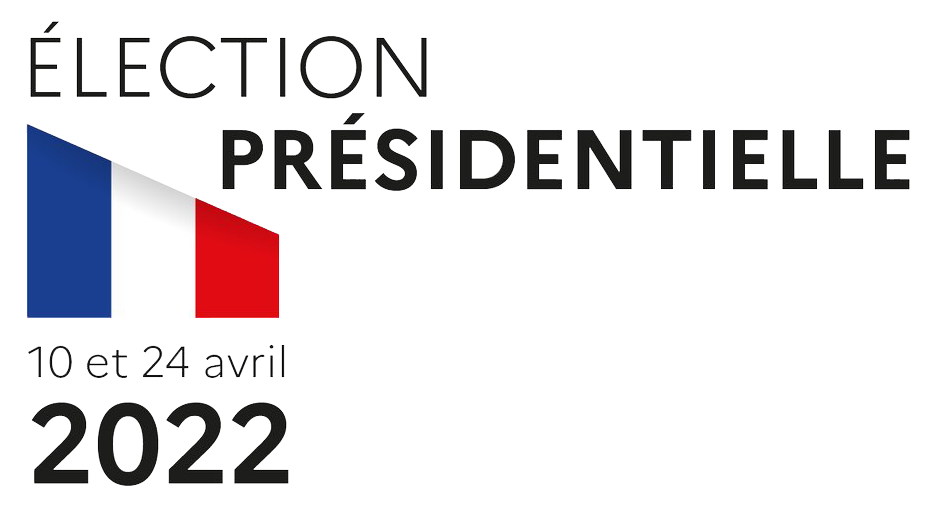

De Franse presidentsverkiezingen 2022 vonden plaats op 10 april (eerste stemronde) en 24 april 2022 (tweede stemronde). Aangezien geen kandidaat de helft van de stemmen in de eerste stemronde haalde, vond een tweede ronde plaats tussen de twee kandidaten met de meeste stemmen in de eerste ronde, Emmanuel Macron, de zittende president van Frankrijk van La République en marche ! (LREM), en Marine Le Pen van het Rassemblement national (RN). Macron behaalde in de tweede ronde met 58,55% van de stemmen de eindoverwinning.
De verkiezingen vonden plaats vlak voor de parlementsverkiezingen 2022 in juni.
In de eerste rond werden een kleine 36 miljoen stemmen uitgebracht. Macron kreeg 27,85% van de stemmen, Le Pen 23,15%; de twee werden daarmee de uitdagers voor de tweede ronde. Jean-Luc Mélenchon van La France insoumise (FI) viel met 21,95% van de stemmen buiten de tweede ronde. Macron werd de eerste Franse president sinds Jacques Chirac in 2002 om voor een tweede ambtstermijn te worden herkozen.

## Achtergrond

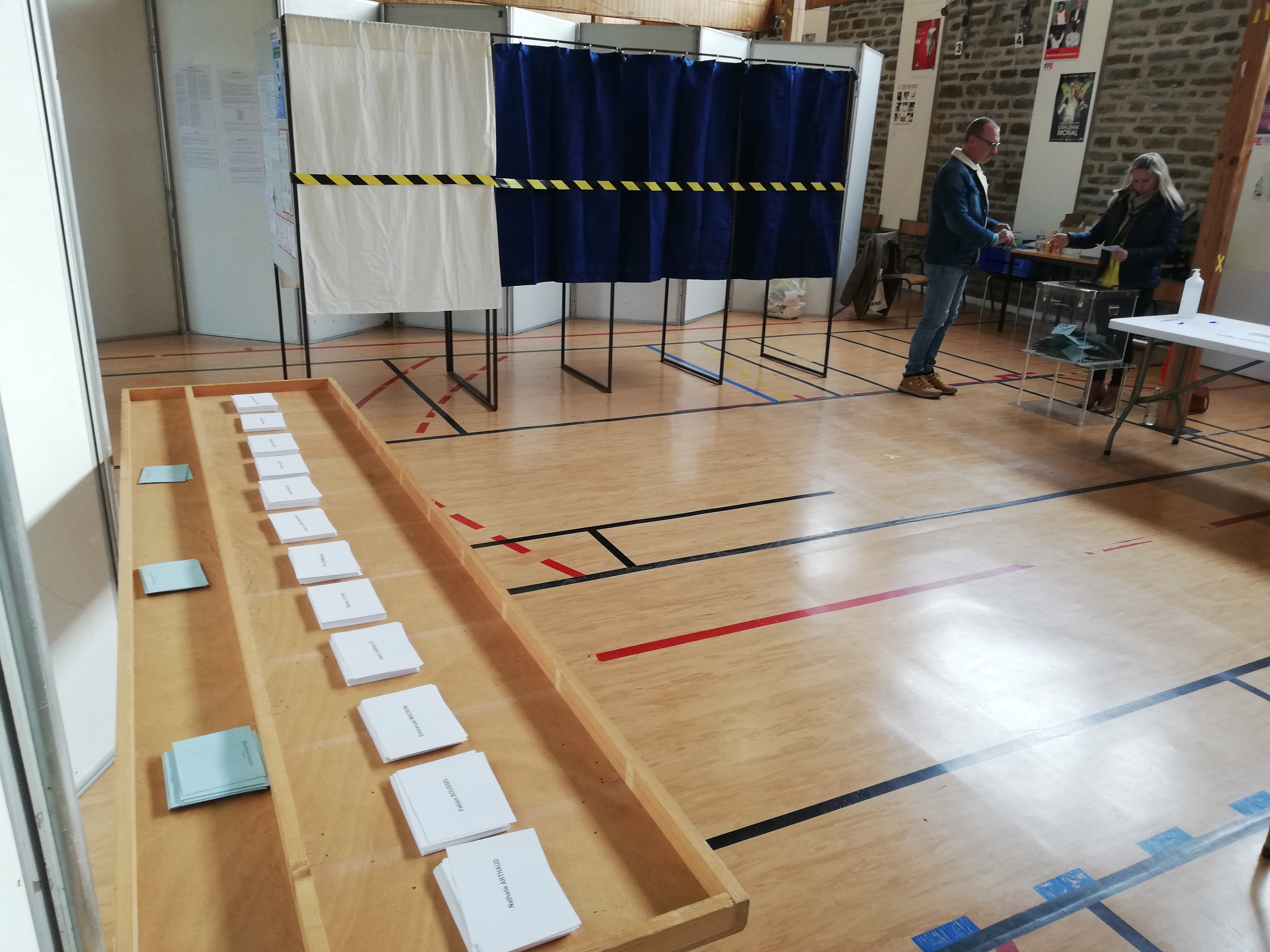
Stembureau in Saint-Lô

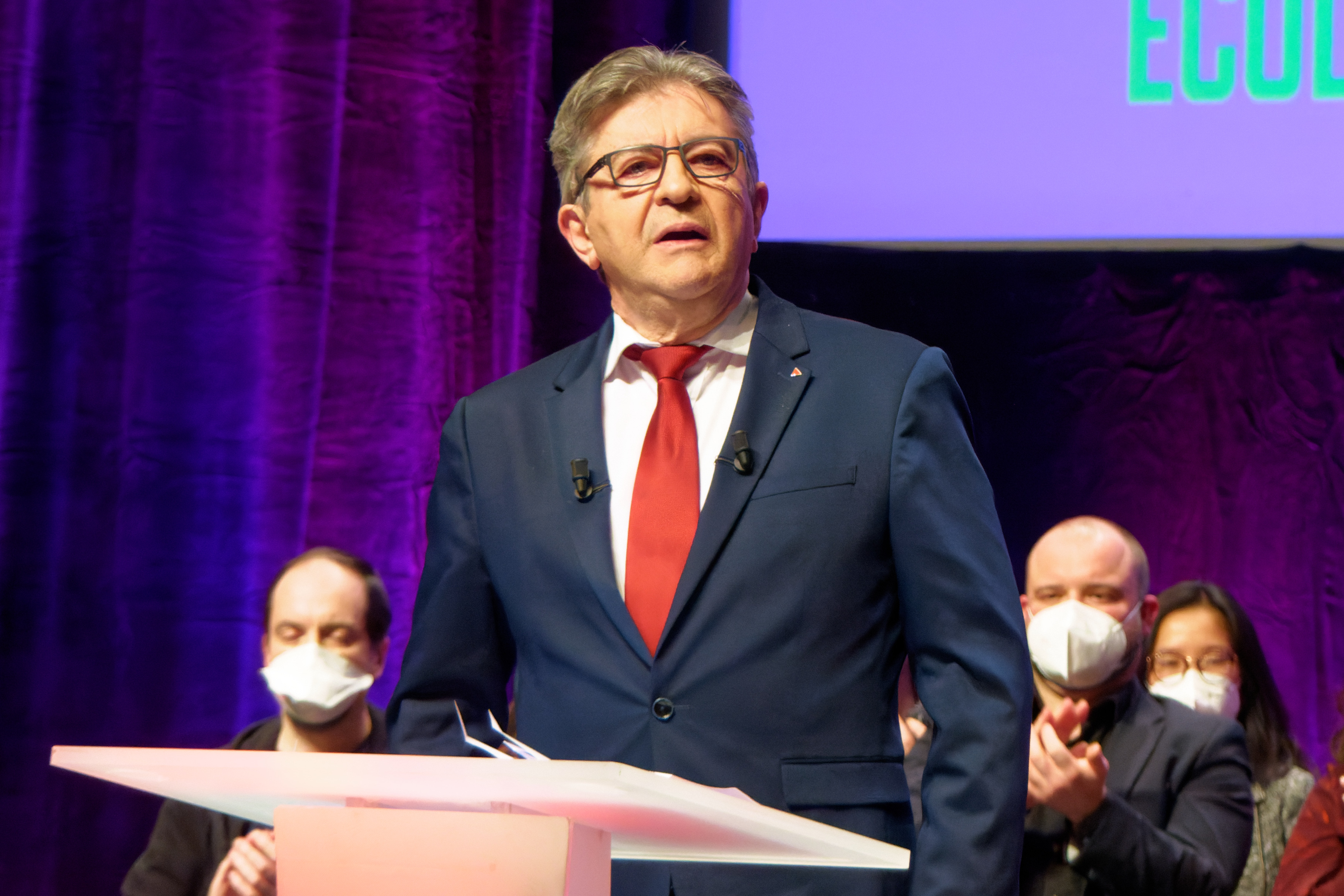
Jean-Luc Mélenchon tijdens een toespraak in Straatsburg (januari)

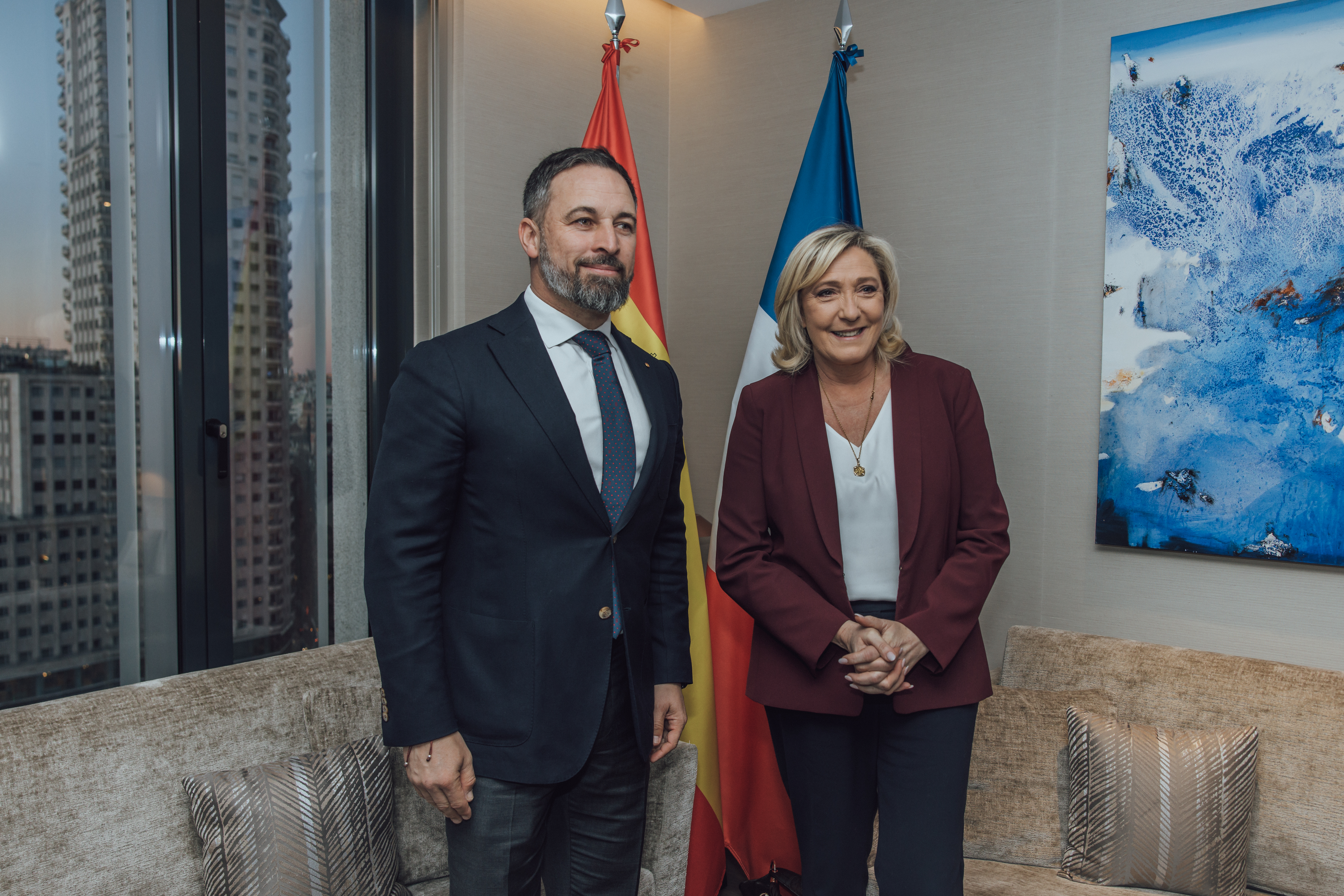
Marine Le Pen, samen met Santiago Abascal van de Spaanse Vox (januari)

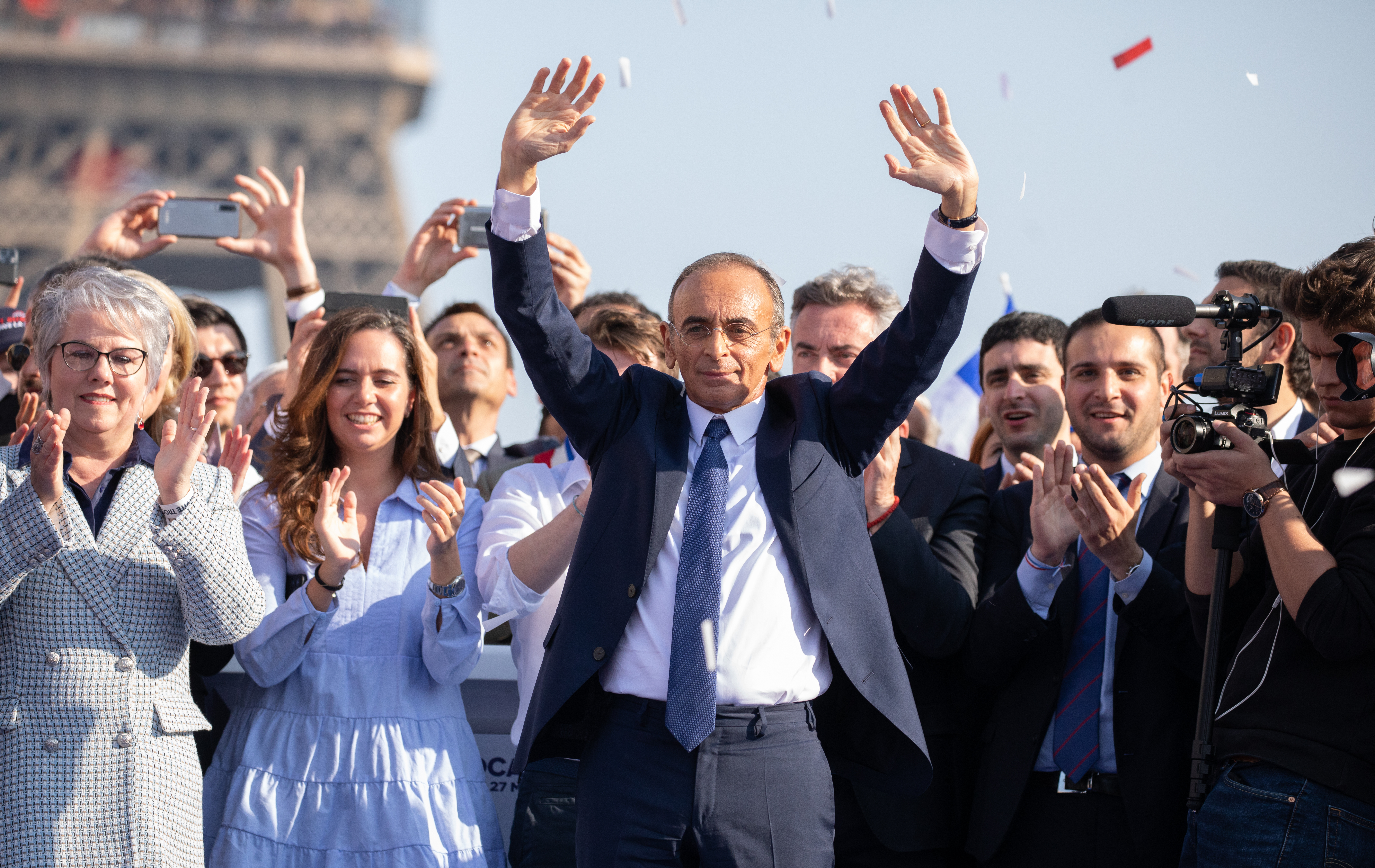
Bijeenkomst van Éric Zemmour naast het Palais de Chaillot in Parijs (maart)

### Wettelijke basis
Overeenkomstig artikel 7 van de Franse grondwet wordt de president van de republiek gekozen voor een termijn van vijf jaar in een verkiezing van twee rondes. Als geen enkele kandidaat in de eerste ronde een absolute meerderheid van stemmen behaalt, wordt twee weken later een tweede ronde gehouden tussen de twee kandidaten die de meeste stemmen hebben gekregen. Volgens de Franse grondwet moet de eerste ronde van de presidentsverkiezingen worden gehouden tussen 20 en 35 dagen voor de machtsovergang aan het einde van de vijfjarige termijn van de zittende ambtsdrager.
Toen Emmanuel Macron op 14 mei 2017 aantrad, zal de machtsoverdracht naar verwachting plaatsvinden op 13 mei 2022. Dienovereenkomstig zou de eerste ronde van de presidentsverkiezingen worden gehouden tussen 8 en 23 april 2022 en de tweede ronde twee weken na de eerste. Op 13 juli 2021 maakte regeringswoordvoerder Gabriel Attal de data voor de verkiezingen bekend, respectievelijk 10 april 2022 voor de eerste ronde en 24 april 2022 voor de uiteindelijke tweede ronde.

### Parrainages
Om op de stemming in de eerste ronde te worden vermeld, moeten kandidaten 500 handtekeningen (vaak parrainages in het Frans genoemd) verkrijgen van nationale of lokale gekozen functionarissen van ten minste 30 verschillende departementen of overzeese gebieden, met niet meer dan een tiende van deze ondertekenaars van een enkele afdeling. Deze handtekeningen worden gecontroleerd door de Grondwettelijke Raad.
Opvallend aan de parrainages was de grote steun voor Pécresse en Hidalgo, twee kandidaten die in de opiniepeilingen achterop liepen.
| Kandidaten met meer dan 500 handtekeningen | Aantal "parrainages" (7 maart 2022) |
| ------------------------------------------ | ----------------------------------- |
| Valérie Pécresse                           | 2.636                               |
| Emmanuel Macron                            | 2.098                               |
| Anne Hidalgo                               | 1.440                               |
| Jean-Luc Mélenchon                         | 906                                 |
| Éric Zemmour                               | 741                                 |
| Yannick Jadot                              | 712                                 |
| Jean Lassalle                              | 642                                 |
| Fabien Roussel                             | 626                                 |
| Marine Le Pen                              | 622                                 |
| Nicolas Dupont-Aignan                      | 600                                 |
| Philippe Poutou                            | 596                                 |
| Nathalie Arthaud                           | 576                                 |

### Dominante thema's
Uit een analyse van VRT Nieuws bleek dat de volgende punten de aanloop naar de presidentsverkiezingen hebben overheerst:
- internationale politiek, met de Russische invasie van Oekraïne in 2022 en de actieve rol die Macron speelde als onderhandelaar met Poetin;
- de Corsicaanse afscheidingsbeweging na de dood van boegbeeld Yvan Colonna in een Franse gevangenis;
- economie, met onder meer de hoge inflatie. Een thema dat door de gele hesjes in de aandacht bleef;
- gezondheidszorg, met het ontstaan van "medische woestijnen", regio's zonder voldoende gezondheidszorg, onder meer in de diagonaal van de leegte;
- immigratie en islamisering, onder meer gethematiseerd door Zemmour;
- criminaliteit en veiligheid.

Macron weigerde in debat te gaan met de andere kandidaten voor de eerste ronde.

### Peilingen
Opvallend aan de peilingen is het terugvallen van de populariteit van Zemmour en Pécresse na het Russische inval in Oekraïne, en de inhaalbeweging van Le Pen ten opzichte van Macron. Macron en Le Pen waren bij het ingaan van de verkiezingen de grote favorieten om door te stoten naar de tweede ronde.

## Kandidaatstellingen
Op 7 maart 2022 maakte de Grondwettelijke Raad de namen bekend van de twaalf kandidaten die (minstens) 500 geldige handtekeningen ontvingen, waarbij de volgorde van de lijst door loting werd bepaald.
- Nathalie Arthaud (Lutte Ouvrière)
- Fabien Roussel (Parti communiste français), parlementslid voor Nord
- Emmanuel Macron (La République en marche !), president van Frankrijk
- Jean Lassalle (Résistons), parlementslid voor Pyrénées-Atlantiques
- Marine Le Pen (Rassemblement national), parlementslid voor Pas-de-Calais
- Éric Zemmour (Reconquête)
- Jean-Luc Mélenchon (La France insoumise), parlementslid voor Bouches-du-Rhône
- Anne Hidalgo (Parti socialiste), burgemeester van Parijs
- Yannick Jadot (Europe Écologie-Les Verts), Europees Parlementslid
- Valérie Pécresse (Les Républicains), voorzitter van de Regionale Raad van Île-de-France
- Philippe Poutou (Nouveau Parti anticapitaliste)
- Nicolas Dupont-Aignan (Debout la France), parlementslid voor Essonne

## Resultaten

Resultaten in de eerste ronde. Blauw duidt op een voorkeur voor Le Pen, geel voor Macron, rood voor Mélenchon.

Resultaten in de tweede ronde. Blauw duidt op een voorkeur voor Le Pen, geel voor Macron.

### Eerste ronde
Overgenomen op 15 april 2022:
| Kandidatenlijst          | Aantal stemmen | % ingeschreven | % stemmen |
| ------------------------ | -------------- | -------------- | --------- |
| M. Emmanuel MACRON       | 9 783 058      | 20,07          | 27,85     |
| Mme Marine LE PEN        | 8 133 828      | 16,69          | 23,15     |
| M. Jean-Luc MÉLENCHON    | 7 712 520      | 15,82          | 21,95     |
| M. Éric ZEMMOUR          | 2 485 226      | 5,10           | 7,07      |
| Mme Valérie PÉCRESSE     | 1 679 001      | 3,44           | 4,78      |
| M. Yannick JADOT         | 1 627 853      | 3,34           | 4,63      |
| M. Jean LASSALLE         | 1 101 387      | 2,26           | 3,13      |
| M. Fabien ROUSSEL        | 802 422        | 1,65           | 2,28      |
| M. Nicolas DUPONT-AIGNAN | 725 176        | 1,49           | 2,06      |
| Mme Anne HIDALGO         | 616 478        | 1,26           | 1,75      |
| M. Philippe POUTOU       | 268 904        | 0,55           | 0,77      |
| Mme Nathalie ARTHAUD     | 197 094        | 0,40           | 0,56      |

### Tweede ronde
Overgenomen op 25 april 2022:
| Kandidatenlijst    | Aantal stemmen | % ingeschreven | % stemmen |
| ------------------ | -------------- | -------------- | --------- |
| M. Emmanuel MACRON | 18 779 641     | 38,52          | 58,55     |
| Mme Marine LE PEN  | 13 297 760     | 27,28          | 41,45     |